# Průniková cenotvorba
Penetrační (průniková) cena je jedním z nástrojů při vstupu nového subjektu na trh. Je to součást průnikové (penetrační)cenotvorby. Zpravidla se penetrační cena určuje pod úrovní cen konkurentů, čehož se využívá pro přitáhnutí pozornosti a zákazníků. Tato strategie předpokládá relativně rychlý růst tržního podílu za cenu dočasných ekonomických ztrát. Je to jedna z metod tvorby cen na trhu. Používá se u produktů, které již jsou na trhu přítomny. Cílem je proniknout na trh, a proto je obvykle stanovena cena nižší než u stávajících konkurentů. Jde o přístup v mnoha ohledech protikladný k tzv. smetánkové tvorbě ceny (vysoce výnosná cena), kdy je uváděn na trh zcela nový, ojedinělý výrobek za poměrně vysoké ceny.

## Penetrační cenotvorba
Penetrační cenotvorba je technikou oceňování, která vychází ze stanovení nízké ceny nového výrobku, a to většinou nižší, než nabízí konkurence. Jeho smyslem je přilákání velkého množství kupujících, získání vysokého tržního podílu, získání výhody nad konkurencí, znesnadnění vstupu nové konkurence, snížení nákladů: efekt masové výroby, využití kapacit.
Penetrační (průnikové) oceňování – vychází z nízké ceny a klade si za cíl získat tržní podíl, převahu nad konkurencí nebo pokles nákladů cestou vysokého objemu výroby. Používá se u běžných výrobků a trhu s velkým množstvím zákazníků. Ekonomickým cílem je maximalizace prodeje.
Myšlenkou cenové penetrace je přilákat ke koupi zákazníky, jež hledají výhodné produkty. Tyto výrobky mají dobrou kvalitu, ale nejsou schopny soupeřit na trhu se svými konkurenty. Až poté, co si výrobky najdou své zákazníky a zvýší se prodej, nastane situace, kdy se cena postupně zvyšuje. Během tohoto procesu je nezbytné, aby firma hlídala hranici, kdy nezačne ztrácet zákazníky. Poté je tato určitá cena identifikována jako standardní prodejní cena výrobku.
Penetrační cenotvorba může být úspěšnou marketingovou strategií, pokud je správně aplikovaná. Pak má za následek jak zvýšení tržního podílu, tak zvýšení objemu prodeje. Kromě toho může zvýšení objemu prodeje také vést k nižším výrobním nákladům a zvýšit i obrat zásob, což působí pozitivně pro firmy s fixní režií. Nevýhodou však je, že ne vždy zvýšení objemu prodeje musí nutně vést k vyššímu zisku, pokud jsou ceny příliš nízké. Stejně tak pokud je nízká cena součástí pouze úvodní marketingové kampaně a jakmile začne stoupat, přejdou zákazníci ke konkurenci
Pro stanovení nízké ceny jsou příznivé následující podmínky:
1. Trh je vysoce citlivý na ceny a nízká cena stimuluje tržní růst
2. Výrobní a distribuční náklady klesají s akumulujícími se výrobními zkušenostmi
3. Nízká cena odradí skutečnou a potenciální konkurenci

## Stanovení pravidel pro cenové změny
Stanovená cena se často mění a důvody, které vedou ke změně, lze prakticky rozdělit do tří skupin.
Výrobkové změny jsou časté u výrobku v době fáze dospělosti. Důvodem bývají stížnosti zákazníků, změna dodavatele, inovace konkurenčního výrobku či měnící se záliby (změna stylu).
Nákladové změny vyplývají ze změn vstupů, ale i zvýšených marketingových či distribučních nákladů a jsou důvodem k cenové revizi, zvláště při užití nákladové cenové metody.
Tržní změny. Elasticita poptávky po výrobku se mění v časovém průběhu jeho životního cyklu, mění se celkové tržní podmínky (snižování cen konkurentů, nasycenost trhu apod.). Cenu firma snižuje například tehdy, jestliže chce plně využít výrobní kapacity nebo vyprázdnit sklady pro zavádění nových výrobků.
Pokud zvyšuje cenu u výrobku denního užití, je vhodnější užít strategii plíživého zvyšování cen (několikrát za sebou o pět procent) než skokového zvýšení ceny (najednou o 30 %). Zvýšení ceny lze také maskovat zmenšením balení při dodržení původní ceny např. pomazánkové máslo - původní balení 250 g, nové balení 200 g, 180 g).

## Případy z praxe

### Lay's
Výrobce bramborových lupínků, Lay’s v srpnu 2003 zacílil na svého největšího konkurenta - společnost Pringles. Samotný tvar brambůrků, ale i tuba, v jaké byly prodávány, byli téměř k nerozeznání od výše zmíněného konkurenta. Na začátku bylo možné koupit jedno balení Lay’s přibližně za 0.69$, po ukončení fáze průnikových cen bylo jedno balení dražší o 1$.

### Netflix
Tato společnost poskytující streaming filmů a mediálního obsahu založena roku 1997, využila strategií průnikových cen, aby odlákala co největší množství zákazníků konkurenční společnosti, která byla svého času největším poskytovatelem tohohle druhu služeb. Tato nová společnost s inovativním přístupem si díky této strategií vybudovala silnou základnu věrných zákazníků dlouho předtím, než přišlo mnoho nových a silnějších konkurentů.

### Penny market, Tesco, Lidl
Nejčastěji se se strategií průnikových cen setkáváme při vstupu velkých maloobchodních řetězců na trh. Mají možnosti držet ceny dlouhodobě na nízké úrovni, což má za následek postupnou likvidaci konkurence, zejména místních prodejců, kteří nedosahují takového objemu prodeje (obratu), a proto je pro ně nemožné snížit ceny na úroveň velkých hráčů. Po likvidaci
konkurence v podobě malých místních prodejců se obchodní řetězce začínají vůči svému okolí chovat monopolisticky a zvyšují ceny.